# Lip Service (grupo)
Lip Service (hangul: 립서비스), foi um trio sul-coreano formado pela Now Entertainment em 2014. Elas estrearam em 4 de fevereiro de 2014, com o single "Yum Yum Yum".
Em 19 de agosto de 2017, BiPa anunciou através de sua conta no Instagram que o grupo havia "se dissolvido efetivamente", o que foi confirmado pela mídia oficial do grupo que ficou inativa aproximadamente na mesma época. Desde a separação, Anna se juntou à equipe de dança "Aura" usando seu nome de nascimento Eunkyung, e atuou como dançarina reserva para a apresentação de "Move" de Taemin durante o Dream Concert de 2018, enquanto BiPa se tornou modelo e está trabalhando em sua carreira musical.

## Integrantes

### Formação atual
- Bipa (Hangul: 비파), nascida Ashley Youn (Hangul: 애슐리 윤), no dia 11 de janeiro de 1988
- Anna (Hangul: 애나) nascida Shin Eun Kyung (Hangul: 신은경)

### Ex-integrantes
- Cora (Hangul: 코라), nascida Eom Yeo Jin (Hangul: 엄여진) no dia 23 de março de 1990
- CinD (Hangul: 신디)

## Discografia

### Extended Plays
| Título | Detalhes do álbum | Melhor Posição nas Paradas | Vendas |
| Título | Detalhes do álbum | KOR                        | Vendas |
| ------ | --- | -------------------------- | ------ |
| Hello  | - Lançamento: 18 de março de 2016 - Gravadora: Chorok Entertainment, Sony Music Korea - Formatos: CD, Download Digital Track listing 1. Okey Dokey (오키도키) 2. Hello (이슬만 먹고) | 46                         | —      |

### Singles
| Título                                       | Ano  | Pico do gráfico posições | Álbum             |
| Título                                       | Ano  | KOR                      | Álbum             |
| -------------------------------------------- | ---- | ------------------------ | ----------------- |
| "Yum Yum Yum" (냠냠냠)                       | 2014 | —                        | Non-album singles |
| "Too Fancy" (돈비싸)                         | 2014 | —                        | Non-album singles |
| "Relax" (유치뽕)                             | 2014 | —                        | Non-album singles |
| "In The Spring" (봄 되면 어쩌나) feat. J-Lin | 2015 | —                        | Non-album singles |
| "Hello" (이슬만 먹고)                        | 2016 | —                        | Hello             |
| "—" denota lançamentos que não gráfico.      |      |                          |                   |

### Aparições em trilhas sonoras
| Ano  | Título                                            | Drama                    |
| ---- | ------------------------------------------------- | ------------------------ |
| 2015 | "Love on a Rooftop" (오늘부터 사랑해) feat. J-Lin | OST do Love on a Rooftop |